# Савинці (Білоцерківський район)
Сави́нці — село в Рокитнянській селищній громаді Білоцерківського району Київської області України. Населення становить 1062 осіб.

## Історія
До початку XIX ст. це був хутір, що належав до житньогірського приходу і нараховував 23 двори та 560 жителів (25 осіб на двір?). З часом хутір розростався і наприкінці XIX ст. в селі мешкало близько 1600 осіб.

У селі не було власної школи і з 60-тих років XIX ст. діти навчалися у приходській школі с. Житні Гори. 1862 року волосний схід мешканців сіл Савинці, Рокитне та Житні Гори постановив відкрити у Рокитному державну школу для цих сіл. 14 лютого 1903 року громадські збори жителів села Савинці вирішили віддати під школу приміщення громадського магазину й асигнувати 100 крб. для потреб школи, але цього було дуже мало і попечитель Київського навчального округу відмовив у створенні. Першу школу спорудило земство, і станом на 1914 рік там було 85 учнів перших класів (70 — хлопців, 15 — дівчат).

## Цікаві місця
1882 року було споруджено дерев'яний храм Архістратига Михаїла, який до 1901 року не мав самостійного статусу і парафії, а був приписаним до Свято-Іосифівської парафії с. Житні Гори.

## Відомі люди
У селі народилися:
- Ластівка Петро Трохимович (1922—2018) — український актор, сценарист, народний артист УРСР.
- Рубан Петро Павлович — український радянський діяч, новатор сільськогосподарського виробництва, ланковий механізованої ланки колгоспу «Прогрес» Рокитнянського району Київської області. Кандидат в члени ЦК КПУ.
- Сухецький Петро Петрович — український радянський діяч, ланковий механізованої ланки колгоспу «Прогрес» Рокитнянського району Київської області. Герой Соціалістичної Праці (1973). Депутат Верховної Ради УРСР 9-10-го скликань.